# Турлоф Дабх О’Брайен
Турлоф Даб О’Брайен (англ. Turlogh Dubh O’Brien, ирл. Toirdelbach Dub Ua Briain) — персонаж серии рассказов Роберта Говарда, также называемый Чёрным Турлофом.

## Вымышленная биография
Турлоф, ирландец-кельт 11 века, принадлежал к клану О’Брайенов. Служил при короле Ирландии Бриане Бору. По хронологии событий первым рассказом о Турлофе является «Чёрный человек», в котором Турлоф прокрадывается в стан викингов, чтобы выкрасть внучку Бриана Бору, насильно похищенным до этого главарём викингов. Ему в этом помогают пикты, у которых викинги украли священную статую их древнего короля Брана Мак Морна.
В последующем рассказе «Куда ушёл серый бог» Турлоф не является главным действующим лицом, появляясь лишь в эпизодах. Действие эпического рассказа происходит в Битве при Клонтарфе. В рассказе фигурируют ещё и родственники Турлофа — родной дядя и кузен Турлоф, которые фигурируют в другом рассказе — «Каирн на мысу», сюжет которого также основан на битве при Клонтарфе.
О следующем значимом этапе жизни Турлофа повествует рассказ «Боги Бал-Сагота». Спустя какое-то время после Клонтарфа, Турлоф оказывается пленником на судне, на котором путешествует и его враг сакс Ательстан. Потерпев кораблекрушение, двое выживших — Ательстан и Турлоф, попадают на загадочный остров Бал-Сагот, где жители до сих пор поклоняются божеству атлантов Голгороту, а также Брунгильде — некогда потерянной дочери короля викингов Тостига. Рассказ стилизован под Мифы Ктулху.
Завершающим по хронологии событий рассказом является «След гунна», повествующий о скитаниях Турлофа по землям Руси. Рассказ ведётся в форме воспоминаний Турлофа, которые он поведал своему бывшему врагу, а ныне другу Ательстану и дону Родриго дель Кортесу. Некогда, в пиратском рейде против викингов, Турлоф потерпел кораблекрушение в Балтийском море и был единственным из выживших. Выброшенный на берег, он вскоре отправился на юг, пока не прибыл в племя тургославов. Он спас молодого воина племени, убив нападавших на него троих турок, чем заслужил вскоре почёт в племени. Скоро он узнаёт, что на земли племени покушаются турецкие войска, и он решает помочь славянам. Ему рассказывают, что у предводителя вражеских войск имеется священный меч, которым некогда владел Аттила и который даёт удачу в сражениях. По-видимому этот же меч фигурирует в рассказе Говарда «Бракан-кельт», повествующем о доисторических временах, о воине-арийце, реинкарнации Джеймса Эллисона, который и выковал этот меч. Что примечательно, Роберт Говард в рассказе «След гунна» называет славян самой чисто сохранившейся ветвью арийской расы.
Кроме этих произведений, Говард начал писать о приключениях Турлофа ещё один рассказ, оставшийся незавершённым. Ирландец сражается с датчанином Сигрелом. Муртагх О’Доннел, наблюдавший за ходом битвы, предлагает победителю Турлофу присоединиться к нему и помочь освободить из плена сына своей сестры довольно необычным способом. Рассказ не только не был дописан Говардом, но даже не получил названия.

## Создание персонажа
Каждый из рассказов о Турлофе О’Брайене написан Говардом в отдельном жанре. В «Чёрном человеке» прослеживается мистика, связь с доисторическими цивилизациями, придуманными автором; рассказ относится к условному циклу о пиктах. «Куда ушёл седой бог» повествует о переломном моменте смены религий, о победе христианства над скандинавскими языческими верованиями, а также о Рагнароке. Примечательно, что в рассказе одновременно присутствуют элементы кельтской и скандинавской мифологии на фоне победившего христианства. Непосредственными участниками являются Туата Де Дананн, валькирии и Один, о дальнейшей судьбе которого становиться известно из другого рассказа — «Каирн на мысу». Рассказ «Куда ушёл седой бог» был написан после того, как редактор отверг рассказ «Копья Клонтарфа» — первоначальную реалистическую версию этой истории. Последний также послужил основой для «Каирна на мысу». «Боги Бал-Сагота» Говард написал, намекая на Лавкрафтовские ужасы, где вывел Древнего, именуемого Голгоротом, которому поклонялись ещё в Атлантиде (под именем Голгор). Последний рассказ о Турлофе «След гунна» является незавершённым. Сам Турлоф описывается Говардом в его стандартной форме, по сути внешность Турлофа идентична другим персонажам-варварам, вышедшим из-под пера автора, таким как Конан, Кормак мак Арт, Кулл и другие. Рост Турлофа шесть футов, он черноволос, голубоглаз, с внушительной мускулатурой, закалённый в сражениях воин, пират и авантюрист. С Конаном Турлофа роднит ещё и Кром, хоть Турлоф и христианин. Однако в рассказе «След гунна» упоминается корабль Турлофа, который носит название «Месть Крома», и также, как киммериец, ирландец чертыхается, ссылаясь на Крома. В то же время, в отличие от Конана и Кормака, характер Турлофа более воинственный и фанатичный, он редко когда преследует материальную выгоду, довольствуясь местью и помогая близким. Часто из-за компаньонства Ательстана и Турлофа критики называют их двойниками Вульфера и Кормака из цикла о Кормаке мак Арте.

### Историчность
Турлоф О’Брайен, был реальным историческим лицом, Верховным королём Ирландии и Мунстера, внуком Бриана Бору. Вполне возможно в качестве прообраза для своего персонажа Говард взял именно его. Отличие в том, что в Битве при Клонтарфе реальный Турлоф не участвовал, ему было тогда 5 лет. Другим историческим лицом с тем же именем был другой внук Бриана Бору погибший в Битве при Клонтарфе, собственно его смерть и описана в рассказах Роберта Говарда Каирн на мысу и Куда ушёл седой бог.

## Литературные произведения
Основная статья: Турлог О’Брайен (литературный цикл).
Все литературные произведения о Турлофе О’Брайене написаны только Робертом Говардом, это один из его персонажей, в отличие от Кулла, Конана, Брана, Кормака мак Арта и многих других, о ком не написали продолжений другие авторы. Только два рассказа о кельте были опубликованы при жизни автора, остальные ушли в печать после шестидесятых годов.
- Куда ушёл седой бог (англ. The Grey God Passes/англ. The Twilight of the Grey Gods) — написан в 1931, впервые опубликован в 1962 году.
- Чёрный человек (англ. The Dark Man) — написан в 1930, впервые опубликован в 1931 году.
- Боги Бал-Сагота (англ. The Gods of Bal-Sagoth) — написан в 1930, впервые опубликован в 1931 году; последний из рассказов о Турлофе, увидевших свет при жизни автора.
- След Гунна (англ. The Shadow of the Hun) — впервые опубликован в 1975 году, незавершённый рассказ.
- Фрагмент без названия (англ. Untitled Story («The Dane came in with a rush, hurtling his huge body forward...») — впервые опубликован в 1975 году, также неоконченный и неозаглавленный рассказ.
- Копья Клонтарфа (англ. The Spears of Clontarf) — впервые опубликован в 1978 году, первоначальная версия рассказа «Куда ушёл седой бог», послужившая основой и для «Каирна на мысу»[8].
- Баллада о короле Герайнте (англ. The Ballad of King Geraint) — крупнейшее стихотворное произведение Говарда; впервые опубликовано в 1989 году. Считается, что упоминаемый в балладе некий кельт Турлоф является тем самым Турлофом О’Брайеном, к тому же на противоборствующей стороне сражается (за Кевлина) некий Ательстан. Вполне возможно, «Баллада…» является одним из вариантов «Копий Клонтарфа», и в первоначальном варианте Говард планировал задействовать Турлофа и Ательстана в VI веке[9].

## Интересные факты
- Название рассказа «The Dark Man» (рус. Чёрный человек) было дано одноимённому журналу, посвящённому творчеству Роберта Говарда и всему, что с ним связано, также «Тёмным человеком» называют Говарда его критики, из-за замкнутости и закомплексованности[10].